# Brigada Prizrak
La Brigada Mecanitzada Prizrak, més coneguda com a Brigada Prizrak o Brigada Fantasma (en rus: Бригада «Призрак»), és una unitat militar d'infanteria de la República Popular de Luhansk, creada l'any 2014. Fou comandada per Aleksei Mozgovoi (2014-2015) i per Aleksei Màrkov (2015-2020).

## Història
La unitat fou creada a finals del 2014 després que els manifestants contraris a l'Euromaidan ocupessin l'edifici de l'antiga KGB a Altxevsk, a 45 quilòmetres de Luhansk. A efectes de mida començà com una patrulla però, a l'agost del 2014, es convertí en un batalló, ja que el nombre de combatents va augmentar a 1.000. Ja com a brigada, el seu comandant, Aleksei Mozgovoi, afirmà a finals de desembre de 2014 tenir fins a 3.000 combatents. El 23 de maig de 2015, Mozgovoi va morir en un atac amb armes de foc i artefactes explosius improvisats, juntament amb alguns dels seus guardaespatlles, encara que sobrevisqué a una emboscada similar dos mesos abans de la mort. Una suposada unitat militar ucraïnesa encoberta anomenada «Ombres» reivindicà ambdós atacs, però els dos incidents semblen els seus únics compromisos actius durant tot el conflicte, fet que alimentà diverses teories, inclosa la de la participació russa.
L'objectiu declarat de la brigada és ser tant una unitat militar de combat com una organització política socialista que els converteixi en l'única unitat militar que operi dins de les estructures de la República Popular de Luhansk i la República Popular de Donetsk amb un doble objectiu. La pertinença a Prizrak està formada principalment per nacionals ucraïnesos i russos de l'est, però, a causa de l'ètica política de la unitat, atrau a diversos nacionals occidentals d'Europa i Amèrica. Les principals activitats militars inclouen el reconeixement al camp de batalla, el sabotatge, l'assalt encobert i altres activitats d'intel·ligència. Les activitats polítiques inclouen la promoció de polítiques socialistes, activitats de promoció electoral i projectes d'atenció social, principalment a Luhansk.
L'any 2015 perdé la seva independència militar i s'integrà al IV Batalló Territorial de Defensa de les Forces Armades Unides de la República Confederada de Nova Rússia.
El 25 d'octubre de 2020 morí Aleksei Màrkov, líder polític i militar del grup després de l'assassinat d'Aleksei Mozgovoi, després de patir un accident de trànsit en cotxe.

## Operacions militars destacades
A la batalla de Debàltsevo, els integrants de la unitat realitzaren missions de reconeixement que inclogueren la neteja dels camps de mines terrestres per a la informació de l'artilleria correctiva de les principals forces d'assalt i activitats contra les defenses.